# Iris Menckel-Olsson
Iris (Irene) Eugenie Menckel-Olsson, född 20 december 1892 i Stockholm, död där 24 mars 1993, var en svensk skulptör och lärare.
Hon var dotter till fabrikören Erik Pettersson och Jenny Westerberg och gift andra gången från 1944 med sjökaptenen Johan Fredrik Olsson (1875–1965). Hon studerade skulptur för Antoine Bourdelle och André Lhote i Paris samt under studieresor till England och Italien. Hon medverkade med små skulpturer i brons och gips vid Parissalongen 1923 och i utställningar med Sveriges allmänna konstförening. Bland hennes noterbara arbeten märks porträtten över Karl Karlström och Karl Nordlund. Hennes konst består av figurer, porträtt och plaketter utförda i brons, lera eller sten. 

### Fotnoter
1. ↑  Menckel-Olsson Stockholms tingsrätts bouppteckningsregister 1992-2001